# Лифаньюань
Лифаньюань (кит. упр. 理藩院, пиньинь Lǐfànyuàn; маньчж.:  Tulergi golo be darasa jurgan; монг. Гадаад Монголын төрийн засаг явдлын ям; старомонг: γadaγdu mongγul un törü-ji jasaqu jabudal-un jamun) — служба в империи Цин, ведавшая зависимыми монгольскими территориями и надзиравшая за назначением амбаней во Внешнюю и Западную Монголию, Кукунор и Тибет.
В западной историографии фигурирует как «Палата внешних сношений», «Палата по делам зависимых территорий», «Палата сношений с варварами», «Палата тибето-монгольских дел» и др.
Впервые палата была создана в XVII веке; до её создания схожими функциями обладал монгольский ямынь (маньчж.:  Monggo jurgan). По статусу была приравнена к Шести министерствам (кит. упр. 六部, пиньинь Liùbù, палл. Любу).
Палата также ведала взаимоотношениями империи с Россией, контролировавшимися Нерчинскими и Кяхтинским договорами. Комплектовалась исключительно из членов маньчжурских «восьми знамён».

## Руководители Лифаньюань
| Личное имя (кит. упр. 姓名, пиньинь Xìngmíng, палл. Синмин), даты жизни                                                   | Приписка к Армии восьми знамён (кит. упр. 籍貫, пиньинь Jíguàn, палл. Цзигуань)                                      | Аристократический титул, дата пожалования (кит. упр. 爵位, пиньинь Juéwèi, палл. Цзюэвэй) | Должность в Лифаньюань (кит. упр. 職銜, пиньинь Zhíxián, палл. Чжисянь)                                                              | Даты нахождения в должности (кит. упр. 任期, пиньинь Rènqí, палл. Жэньци) |
| --- | --- | --- | --- | --- |
| Вангъя Солин (кит. упр. 完顏索琳, пиньинь Wanggiya Solin, палл. Вангъя Солин), ум.1784                                    | Маньчжурский корпус синего знамени (кит. упр. 滿洲正藍旗, пиньинь Mǎnzhōu zhènglán qí, палл. Маньчжоу чжэнлань ци)   | | правый (младший) помощник управляющего Лифаньюань (кит. упр. 理藩院右侍郎, пиньинь Lǐfànyuàn yòu shìláng, палл. Лифаньюань ю шилан)  | (кит. упр. 乾隆34年, пиньинь 1769, палл. 34 год Цяньлун), (кит. упр. 乾隆41年—乾隆43年, пиньинь 1776-1778, палл. 41 год Цяньлун—43 год Цяньлун) |
| | | | управляющий Лифаньюань (кит. упр. 理藩院尚書, пиньинь Lǐfànyuàn shàngshū, палл. Лифаньюань шаншу)                                    | (кит. упр. 乾隆41年, пиньинь 1776, палл. 41 год Цяньлун) |
| Нюхуру Сурнэ (кит. упр. 鈕祜祿素爾訥, пиньинь Niohuru Surne, палл. Нюхуру Сурнэ), ум.1783                                 | Маньчжурский корпус красного знамени (кит. упр. 滿洲正紅旗, пиньинь Mǎnzhōu zhènghóng qí, палл. Маньчжоу чжэнхун ци) | | управляющий Лифаньюань (кит. упр. 理藩院尚書, пиньинь Lǐfànyuàn shàngshū, палл. Лифаньюань шаншу)                                    | (кит. упр. 乾隆三十六年—乾隆四十一年, пиньинь 1771—1776, палл. 36 год Цяньлун—41 год Цяньлун) |
| Уми Тай (кит. упр. 伍彌泰, пиньинь Wumi Tai, палл. Уми Тай), ум.1786                                                      | Монгольский корпус жёлтого знамени (кит. упр. 蒙古正黃旗, пиньинь Ménggǔ zhènghuáng qí, палл. Мэнгу чжэнхуан ци)     | бо (граф) III-го ранга (кит. упр. 三等伯, пиньинь sānděng bó, палл. саньдэн бо) (кит. упр. 雍正二年, пиньинь 1724, палл. 2 год Юнчжэн)                                                                | управляющий Лифаньюань (кит. упр. 理藩院尚書, пиньинь Lǐfànyuàn shàngshū, палл. Лифаньюань шаншу)                                    | (кит. упр. 乾隆四十一年, пиньинь 1776, палл. 41 год Цяньлун) |
| Джувэт Фуцзюнь (кит. упр. 卓特富俊, пиньинь Zhaote Fujun, палл. Чжаотэ Фуцзюнь), ум.1834                                  | Монгольский корпус жёлтого знамени (кит. упр. 蒙古正黃旗, пиньинь Ménggǔ zhènghuáng qí, палл. Мэнгу чжэнхуан ци)     | | правый (младший) помощник управляющего Лифаньюань (кит. упр. 理藩院右侍郎, пиньинь Lǐfànyuàn yòu shìláng, палл. Лифаньюань ю шилан)  | (кит. упр. 乾隆五六十年, пиньинь 1795, палл. 60 год Цяньлун) |
| | | | управляющий Лифаньюань (кит. упр. 理藩院尚書, пиньинь Lǐfànyuàn shàngshū, палл. Лифаньюань шаншу)                                    | (кит. упр. 道光二年—道光四年, пиньинь 1822—1824, палл. 2 год Даогуан—4 год Даогуан), (кит. упр. 道光七年—道光八年, пиньинь 1827—1828, палл. 7 год Даогуан—8 год Даогуан), (кит. упр. 道光十年, пиньинь 1830, палл. 10 год Даогуан)                                              |
| | | | опекун-корректор дел Лифаньюань (кит. упр. 管理藩院事, пиньинь guǎnlǐ Lǐfànyuàn shìwù, палл. гуаньли Лифаньюань шиу)                 | (кит. упр. 道光十一年, пиньинь 1831, палл. 11 год Даогуан) |
| Айсин Гёро Сиэнь (кит. упр. 愛新覺羅禧恩, пиньинь Aixin Jueluo Xien, палл. Айсинь Цзюэло Сиэнь), род.1784, ум.1852        | Маньчжурский корпус синего знамени (кит. упр. 滿洲正藍旗, пиньинь Mǎnzhōu zhènglán qí, палл. Маньчжоу чжэнлань ци)   | потомок императорского рода (кит. упр. 宗室, пиньинь zōngshì, палл. цзунши) | правый (младший) помощник управляющего Лифаньюань (кит. упр. 理藩院右侍郎, пиньинь Lǐfànyuàn yòu shìláng, палл. Лифаньюань ю шилан)  | (кит. упр. 嘉慶十八年, пиньинь 1813, палл. 18 год Цзяцин), (кит. упр. 嘉慶十八年—嘉慶十九年, пиньинь 1813—1814, палл. 18 год Цзяцин—19 год Цзяцин), (кит. упр. 嘉慶十九年, пиньинь 1814, палл. 19 год Цзяцин), (кит. упр. 嘉慶二十二年, пиньинь 1817, палл. 22 год Цзяцин)      |
| | | | управляющий Лифаньюань (кит. упр. 理藩院尚書, пиньинь Lǐfànyuàn shàngshū, палл. Лифаньюань шаншу)                                    | (кит. упр. 道光二年, пиньинь 1822, палл. 2 год Даогуан), (кит. упр. 道光十三年—道光十六年, пиньинь 1833—1836, палл. 13 год Даогуан—16 год Даогуан), (кит. упр. 咸豐二年, пиньинь 1852, палл. 2 год Сяньфэн)                                                                     |
| | | | опекун-корректор дел Лифаньюань (кит. упр. 管理藩院事, пиньинь guǎnlǐ Lǐfànyuàn shìwù, палл. гуаньли Лифаньюань шиу)                 | (кит. упр. 道光十七年, пиньинь 1837, палл. 17 год Даогуан), (кит. упр. 道光十八年, пиньинь 1838, палл. 18 год Даогуан), (кит. упр. 咸豐二年, пиньинь 1852, палл. 2 год Сяньфэн)                                                                                                 |
| Арутэ Сайшанга (кит. упр. 阿魯特賽尚阿, пиньинь Alute Saishang'a, палл. Алутэ Сайшанъа), ум.1875                          | Монгольский корпус синего знамени (кит. упр. 蒙古正藍旗, пиньинь Ménggǔ zhènglán qí, палл. Мэнгу чжэнлань ци)        | всемилостивейше пожалованный гун (герцог) — помощник государства (кит. упр. 奉恩輔國公, пиньинь fèngēn fǔguógōng, палл. фэнъэнь фугогун) (кит. упр. 乾隆五十九年, пиньинь 1794, палл. 59 год Цяньлун) | старший чиновник Лифаньюань по особым поручениям (кит. упр. 理藩院堂主事, пиньинь Lǐfànyuàn tángzhǔshì, палл. Лифаньюань танчжуши)   | (кит. упр. 道光七年—道光九年, пиньинь 1827—1829, палл. 7 год Даогуан—9 год Даогуан) |
| | | | правый (младший) помощник управляющего Лифаньюань (кит. упр. 理藩院右侍郎, пиньинь Lǐfànyuàn yòu shìláng, палл. Лифаньюань ю шилан)  | (кит. упр. 道光十三年—道光十四年, пиньинь 1833—1834, палл. 13 год Даогуан—14 год Даогуан) |
| | | | управляющий Лифаньюань (кит. упр. 理藩院尚書, пиньинь Lǐfànyuàn shàngshū, палл. Лифаньюань шаншу)                                    | (кит. упр. 道光十八年, пиньинь 1838, палл. 18 год Даогуан), (кит. упр. 道光十八年—道光二十一年, пиньинь 1838—1841, палл. 18 год Даогуан—21 год Даогуан) |
| | | | опекун-корректор дел Лифаньюань (кит. упр. 管理藩院事, пиньинь guǎnlǐ Lǐfànyuàn shìwù, палл. гуаньли Лифаньюань шиу)                 | (кит. упр. 道光十八年, пиньинь 1841, палл. 21 год Даогуан) |
| Айсин Гёро Линьшу (кит. упр. 愛新覺羅麟書, пиньинь Aixin Jueluo Linshu, палл. Айсинь Цзюэло Линьшу), род.1829, ум.1898    | Маньчжурский корпус синего знамени (кит. упр. 滿洲正藍旗, пиньинь Mǎnzhōu zhènglán qí, палл. Маньчжоу чжэнлань ци)   | потомок императорского рода (кит. упр. 宗室, пиньинь zōngshì, палл. цзунши) | правый (младший) помощник управляющего Лифаньюань (кит. упр. 理藩院右侍郎, пиньинь Lǐfànyuàn yòu shìláng, палл. Лифаньюань ю шилан)  | (кит. упр. 光緒元年—光緒二年, пиньинь 1875—1876, палл. начальный год Гуансюй—2 год Гуансюй) |
| | | | левый (старший) помощник управляющего Лифаньюань (кит. упр. 理藩院左侍郎, пиньинь Lǐfànyuàn zuǒ shìláng, палл. Лифаньюань цзо шилан) | (кит. упр. 光緒二年, пиньинь 1876, палл. 2 год Гуансюй) |
| | | | управляющий Лифаньюань (кит. упр. 理藩院尚書, пиньинь Lǐfànyuàn shàngshū, палл. Лифаньюань шаншу)                                    | (кит. упр. 光緒七年—光緒九年, пиньинь 1881—1883, палл. 7 год Гуансюй—9 год Гуансюй) |
| Айсин Гёро Куньган (кит. упр. 愛新覺羅崑岡, пиньинь Aixin Jueluo Kungang, палл. Айсинь Цзюэло Куньган), род.1836, ум.1907 | Маньчжурский корпус синего знамени (кит. упр. 滿洲正藍旗, пиньинь Mǎnzhōu zhènglán qí, палл. Маньчжоу чжэнлань ци)   | потомок императорского рода (кит. упр. 宗室, пиньинь zōngshì, палл. цзунши) | управляющий Лифаньюань (кит. упр. 理藩院尚書, пиньинь Lǐfànyuàn shàngshū, палл. Лифаньюань шаншу)                                    | (кит. упр. 光緒十年—光緒十二年, пиньинь 1884—1886, палл. 10 год Гуансюй—12 год Гуансюй), (кит. упр. 光緒十二年, пиньинь 1886, палл. 12 год Гуансюй), (кит. упр. 光緒二十一年, пиньинь 1895, палл. 21 год Гуансюй), (кит. упр. 光緒二十二年, пиньинь 1896, палл. 22 год Гуансюй) |
| Айсин Гёро Пусин (кит. упр. 愛新覺羅溥興, пиньинь Aixin Jueluo Puxing, палл. Айсинь Цзюэло Пусин), ум.1907                | Маньчжурский корпус синего знамени (кит. упр. 滿洲正藍旗, пиньинь Mǎnzhōu zhènglán qí, палл. Маньчжоу чжэнлань ци)   | потомок императорского рода (кит. упр. 宗室, пиньинь zōngshì, палл. цзунши) | правый (младший) помощник управляющего Лифаньюань (кит. упр. 理藩院右侍郎, пиньинь Lǐfànyuàn yòu shìláng, палл. Лифаньюань ю шилан)  | (кит. упр. 光緒二十八年—光緒二十九年, пиньинь 1902—1903, палл. 28 год Гуансюй—29 год Гуансюй) |
| | | | управляющий Лифаньюань (кит. упр. 理藩院尚書, пиньинь Lǐfànyuàn shàngshū, палл. Лифаньюань шаншу)                                    | (кит. упр. 光緒二十九年—光緒三十年, пиньинь 1903—1904, палл. 29 год Гуансюй—30 год Гуансюй) |